# Melbury Bubb
Melbury Bubb est une paroisse civile et un village du Dorset, en Angleterre.